# Diocesi di Győr
La diocesi di Győr (in latino Dioecesis Iaurinensis) è una sede della Chiesa cattolica in Ungheria suffraganea dell'arcidiocesi di Esztergom-Budapest. Nel 2023 contava 377.630 battezzati su 554.268 abitanti. È retta dal vescovo András Veres.

## Territorio
La diocesi comprende la contea di Győr-Moson-Sopron e la parte occidentale della contea di Komárom-Esztergom.
Sede vescovile è la città di Győr, dove si trova la cattedrale di San Ladislao.
Il territorio si estende su 5.005 km² ed è suddiviso in 258 parrocchie.

## Storia
Győr fu costruita sul luogo dove, in epoca romana, si trovava Arrabona, città della Pannonia Superiore, che aveva in Savaria uno dei principali centri di diffusione del cristianesimo e luogo di nascita di Martino di Tours. Sia gli Avari che i Franchi aveva costruito nei pressi di Győr importanti colonie, dove, dopo il IX secolo, è segnalata la presenza e l'attività di un vescovo missionario. Nel X secolo la città e il territorio passarono sotto il controllo degli Ungari. Dopo la loro conversione al cristianesimo, furono erette le prime diocesi, tra cui quella di Győr, la cui fondazione è tradizionalmente attribuita al re santo Stefano nel 1009.
Documenti successivi, del XIII secolo, descrivono il territorio della diocesi, che si estendeva sui comitati di Győr, Moson, Sopron, Vas, Komarom e Veszprem, che costituivano anche gli arcidiaconati della diocesi. La popolazione era costituita per la maggioranza da ungheresi, ma con importanti comunità slave e tedesche.
Tra i vescovi di Győr si possono menzionare: Hartvik (Arduino), che attorno al 1100 scrisse la vita di santo Stefano d'Ungheria; Péter (Pietro), che prese parte alla crociata nel 1217 assieme al re Andrea II; Gergely (Gregorio), caduto in battaglia contro i Mongoli nel 1241; Balázs Paksy, che morì nella battaglia di Mohács nel 1526. Dal 1450 al 1733 il vescovo di Győr ebbe il titolo di vescovo-conte (comes perpetuus supremus). In questo periodo prelati vicini alla corte ottennero la carica di vescovo di Győr, avendo così accesso a importanti incarichi a corte.
Dal 1594 al 1598 la diocesi di Győr fu sotto il dominio dell'Impero ottomano. Nel XVII e XVIII secolo la diocesi visse lunghi momenti di sede vacante, durante i quali fu affidata in amministrazione apostolica agli arcivescovi di Kalocsa o di Esztergom.
Nel XVI secolo il calvinismo fece breccia nel territorio diocesano, ma ebbe scarso successo, per la pronta risposta dei vescovi, tra cui si distinse in particolare György Szécsényi (1665-1678). Nel secolo successivo, emerge la figura del vescovo Ferenc Zichy (1744-1783), che edificò nella città episcopale numerose chiese barocche, la maggior parte ancora esistenti oggi.
Il 17 giugno 1777 ha ceduto una porzione del suo territorio a vantaggio dell'erezione della diocesi di Szombathely.
Il 18 maggio 1922 ha ceduto la porzione del suo territorio in Austria a vantaggio dell'erezione dell'amministrazione apostolica del Burgenland (oggi diocesi di Eisenstadt).
Il 30 dicembre 1977 ha ceduto 3 parrocchie in territorio cecoslovacco all'arcidiocesi di Trnava; fin dal termine della seconda guerra mondiale queste parrocchie erano state affidate alle cure degli amministratori apostolici di Trnava.
Il 31 maggio 1993 con la bolla Hungarorum gens di papa Giovanni Paolo II furono rivisti i confini delle diocesi ungheresi. La diocesi di Győr modificò i propri confini con scambi di porzioni di territorio con le sedi di Esztergom-Budapest e di Székesfehérvár, e con l'abbazia territoriale di Pannonhalma.

## Cronotassi dei vescovi
Si omettono i periodi di sede vacante non superiori ai 2 anni o non storicamente accertati.
- Modesto † (1009 - 1051 deceduto)
- Miklós? † (1052 - 1064)
- Dezső † (1064 - 1096)
- Hartvik † (1097 - 1110)
- György I † (1111 - 1115)
- Ambrus † (1115 - 1118)
- Gerváz I † (1119 - 1134)
- Péter I † (1135 - 1136 deceduto)
- Pál † (1137 - 1140)
- Zacheus † (1142 - 1149)
- Izbég † (1150 - 1155)
- Gerváz II † (1156 - 1179)
- Mikud † (1176 o 1181 - 1187)
- Ugrino Csák † (1188 - 1204 nominato arcivescovo di Strigonio)
- Pietro † (1206 - 1218 deceduto)
- Cosma † (1219 - 1223)
- Gergely † (1223 - 1241 deceduto)
- Benedek I † (11 luglio 1243 - ?)
- Artolfus † (settembre 1245 - ?)
- Omodé † (1254 - 1263)
- György II † (1263 - 1267)
- Farkas † (1268 - 1270)
- Dénes † (1271 - 1289 ?)
- András † (1290 - 1293)
- Benedek II † (1294 - 1296)
- Tivadar Tengerdi † (1296 - 1308 deceduto)
- Miklós Kőszegi † (28 luglio 1309 - 1336 deceduto)
- Kálmán † (14 maggio 1337 - 1375 deceduto)
- János De Surdis † (1375 - 23 gennaio 1376 nominato arcivescovo di Esztergom)
- Péter Siklósi † (23 gennaio 1376 - 2 ottobre 1377 nominato vescovo di Veszprém)
- Guglielmo Vasco, O.F.M. † (2 ottobre 1377 - 1386 deposto[4][5])
- János Hédervári † (12 giugno 1386 - 1415 deceduto)
- Kelemen Molnár † (16 febbraio 1418 - 1438 deceduto)
- Benedek Mihályfia † (5 giugno 1439 - 1444 deceduto)
- Ágoston Salánki † (12 novembre 1445 - 1466 deceduto)
- Demeter Csupor Monoszlói † (14 aprile 1466 - 1481 deceduto)
- Orbán Dóczy von Nagylúcse † (5 settembre 1481 - 27 aprile 1487 nominato vescovo di Eger)
- Tamás Bakócz † (27 aprile 1487 - 9 giugno 1497 nominato vescovo di Eger)
- Ferenc Szatmári † (9 giugno 1497 - 1509 deceduto)
- János Gosztony † (10 febbraio 1511 - 1525 nominato vescovo di Transilvania)
- Balázs Paksy † (1525 - 29 agosto 1526 deceduto)
  - Sede vacante (1526-1550)
- Ferenc Ujlaky † (2 giugno 1550 - 3 agosto 1554 nominato vescovo di Eger)
- Pál Gregorianci † (3 agosto 1554 - 21 ottobre 1565 deceduto)
  - Sede vacante (1565-1573)
  - Zaccaria Delfino † (1567 - circa 1572 dimesso) (amministratore apostolico)
- János Liszthi † (15 maggio 1573 - 22 febbraio 1578 deceduto)
- Juraj Drašković von Trakošćan † (27 ottobre 1578 - 30 aprile 1582 nominato arcivescovo di Kalocsa)
  - Sede vacante (1582-1587)
- Petar Herešinec † (26 ottobre 1587 - 10 giugno 1590 deceduto)
- János Kuthassy † (23 settembre 1592 - 4 giugno 1599 nominato arcivescovo di Esztergom)[6]
  - Sede vacante (1599-1629)
  - Márton Pethe de Hetes † (15 dicembre 1600 - 3 ottobre 1605 deceduto) (amministratore apostolico)
  - Demeter Náprágyi † (27 gennaio 1610 - 5 marzo 1619 deceduto) (amministratore apostolico)[7]
- Miklós Dallos † (25 giugno 1629[8] - 23 marzo 1630 deceduto)
  - Sede vacante (1630-1665)[9]
- György Szécsényi † (7 dicembre 1665[10] - 18 aprile 1678 nominato arcivescovo di Kalocsa e Bács[11])
  - Sede vacante (1678-1686)
- Leopold Karl von Kollonitsch † (16 settembre 1686 - 6 marzo 1690 nominato arcivescovo di Kalocsa e Bács)[12]
  - Sede vacante (1690-1696)
- Christian August von Sachsen-Zeitz † (18 giugno 1696 - 20 gennaio 1707 succeduto arcivescovo di Esztergom)[13]
  - Sede vacante (1707-1726)
- Philipp Ludwig von Sinzendorf † (11 settembre 1726 - 3 settembre 1732 nominato arcivescovo di Breslavia)
- Adolf Groll, B. † (1º ottobre 1733 - 24 novembre 1743 deceduto)
- Ferenc Zichy † (16 marzo 1744 - 18 giugno 1783 deceduto)
  - Sede vacante (1783-1788)
- József Fengler, Sch. P. † (10 marzo 1788 - 4 febbraio 1802 deceduto)
  - Sede vacante (1802-1806)
- Jozef Ignác Wilt † (26 agosto 1806 - 5 ottobre 1813 deceduto)
  - Sede vacante (1813-1818)
- Ernst von Schwarzenberg † (21 dicembre 1818 - 14 marzo 1821 deceduto)
  - Sede vacante (1821-1825)
- Antal Juranits † (27 giugno 1825 - 26 agosto 1837 deceduto)
- János Sztankovits † (13 settembre 1838 - 7 marzo 1848 deceduto)
- Antal Karner † (7 gennaio 1850 - 30 settembre 1856 deceduto)
- János Simor † (19 marzo 1857 - 22 febbraio 1867 nominato arcivescovo di Esztergom)
- János Zalka † (27 marzo 1867 - 16 gennaio 1901 deceduto)
- Miklós Széchenyi de Salvar-Felsovidék (16 dicembre 1901 - 20 aprile 1911 nominato vescovo di Gran Varadino dei Latini)
- Árpád Lipót Várady † (22 aprile 1911 - 25 maggio 1914 nominato arcivescovo di Kalocsa)
- Antal Fetser † (22 gennaio 1915 - 6 ottobre 1933 deceduto)
- István Breyer † (13 dicembre 1933 - 28 settembre 1940 deceduto)
- Beato Vilmos Apor † (21 gennaio 1941 - 2 aprile 1945 deceduto)
- Kálmán Papp † (3 maggio 1946 - 28 luglio 1966 deceduto)
  - Sede vacante (1966-1976)
  - József Kacziba † (10 gennaio 1969 - 7 gennaio 1975 dimesso) (amministratore apostolico)
  - Kornél Pataky † (7 gennaio 1975 - 2 aprile 1976 nominato vescovo) (amministratore apostolico)
- Kornél Pataky † (2 aprile 1976 - 18 marzo 1991 dimesso)
- Lajos Pápai (18 marzo 1991 - 17 maggio 2016 ritirato)
- András Veres, dal 17 maggio 2016

## Statistiche
La diocesi nel 2023 su una popolazione di 554.268 persone contava 377.630 battezzati, corrispondenti al 68,1% del totale.
| anno | popolazione | popolazione | popolazione | presbiteri | presbiteri | presbiteri | presbiteri                | diaconi | religiosi | religiosi | parrocchie |
| anno | battezzati  | totale      | %           | numero     | secolari   | regolari   | battezzati per presbitero | diaconi | uomini    | donne     | parrocchie |
| ---- | ----------- | ----------- | ----------- | ---------- | ---------- | ---------- | ------------------------- | ------- | --------- | --------- | ---------- |
| 1948 | 369.790     | 451.218     | 82,0        | 392        | 337        | 55         | 943                       |         | 150       | 807       | 180        |
| 1969 | 415.000     | 590.000     | 70,3        | 393        | 369        | 24         | 1.055                     |         | 24        |           | 215        |
| 1980 | 431.000     | 630.000     | 68,4        | 320        | 320        |            | 1.346                     |         |           |           | 211        |
| 1990 | 430.000     | 600.000     | 71,7        | 211        | 211        |            | 2.037                     |         |           |           | 180        |
| 1999 | 460.000     | 540.000     | 85,2        | 164        | 146        | 18         | 2.804                     | 1       | 21        | 24        | 187        |
| 2000 | 450.000     | 540.000     | 83,3        | 158        | 142        | 16         | 2.848                     | 1       | 19        | 23        | 187        |
| 2001 | 370.000     | 540.000     | 68,5        | 161        | 148        | 13         | 2.298                     |         | 16        | 21        | 187        |
| 2002 | 370.000     | 540.000     | 68,5        | 174        | 145        | 29         | 2.126                     |         | 33        | 31        | 195        |
| 2003 | 370.000     | 540.000     | 68,5        | 168        | 140        | 28         | 2.202                     |         | 32        | 31        | 195        |
| 2004 | 365.000     | 530.000     | 68,9        | 169        | 137        | 32         | 2.159                     |         | 35        | 29        | 195        |
| 2006 | 370.000     | 530.000     | 69,8        | 162        | 140        | 22         | 2.283                     | 1       | 24        | 25        | 194        |
| 2013 | 378.099     | 552.453     | 68,4        | 143        | 127        | 16         | 2.644                     |         | 18        | 19        | 198        |
| 2016 | 376.200     | 538.300     | 69,9        | 142        | 119        | 23         | 2.649                     |         | 23        | 23        | 191        |
| 2019 | 379.147     | 554.268     | 68,4        | 126        | 102        | 24         | 3.009                     |         | 32        | 11        | 272        |
| 2021 | 377.630     | 552.880     | 68,3        | 123        | 96         | 27         | 3.070                     |         | 32        | 7         | 258        |
| 2023 | 377.630     | 554.268     | 68,1        | 124        | 94         | 30         | 3.045                     |         | 41        | 6         | 258        |